# Památná lípa v Dolanech
Památná lípa, nacházející se na jihovýchodním okraji obce Dolany v okrese Olomouc v Olomouckém kraji, je mohutná lípa malolistá (Tilia cordata) se štíhlou korunou a dutým kmenem. Podle měření z roku 2009 je 22 m vysoká a obvod kmene činí 6,78 m. Její 18 m vysoká a 20 m široká jednostranná koruna sestává ze dvou hlavních větví. Stáří stromu se odhaduje na 200 let.
Lípa stojí u kříže u místního hřbitova nedaleko křižovatky polních cest, asi 650 metrů jihovýchodně od kostela sv. Matouše, na parcele č. 613/2, jejímž majitelem je obec Dolany. Památným stromem byla vyhlášena 12. ledna 1973 na základě usnesení rady tehdejšího Okresního národního výboru v Olomouci č. 371/27.

## Stav stromu
Strom je vitální a jeho zdravotní stav byl roku 2009 ohodnocen jako dobrý, i když v minulosti si vyžádal zásahy. Jeho koruna dříve sestávala ze tří hlavních větví, z nichž jednu ztratil při vichřici roku 1982. Pravděpodobně po této vychřici byla dutina kmene zastřešena a koruna prošla zdravotním řezem. Roku 2008 byla nad dutinou instalována nová stříška z bonského šindele a boční otvory byly překryty pletivem.

## Galerie

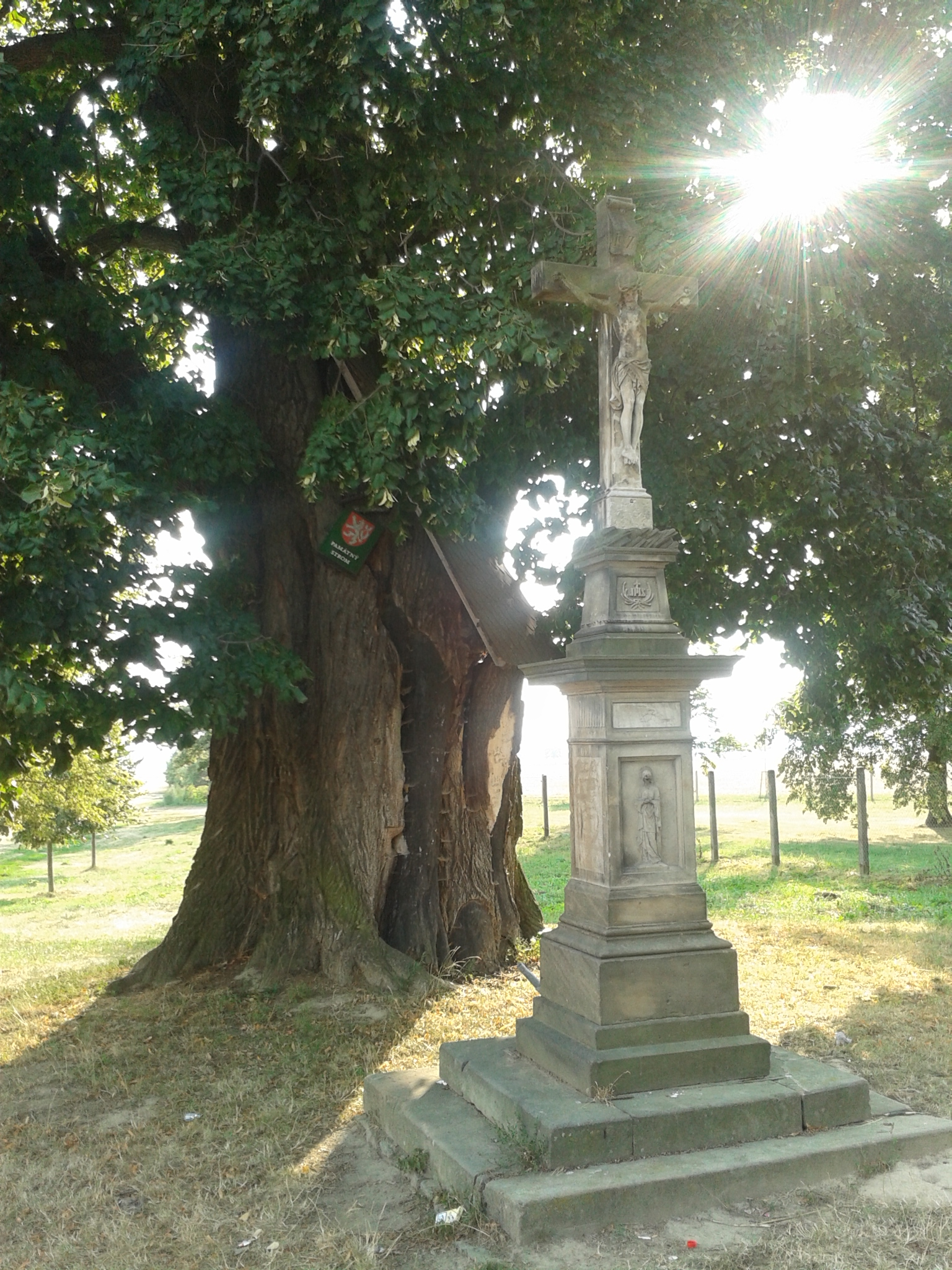
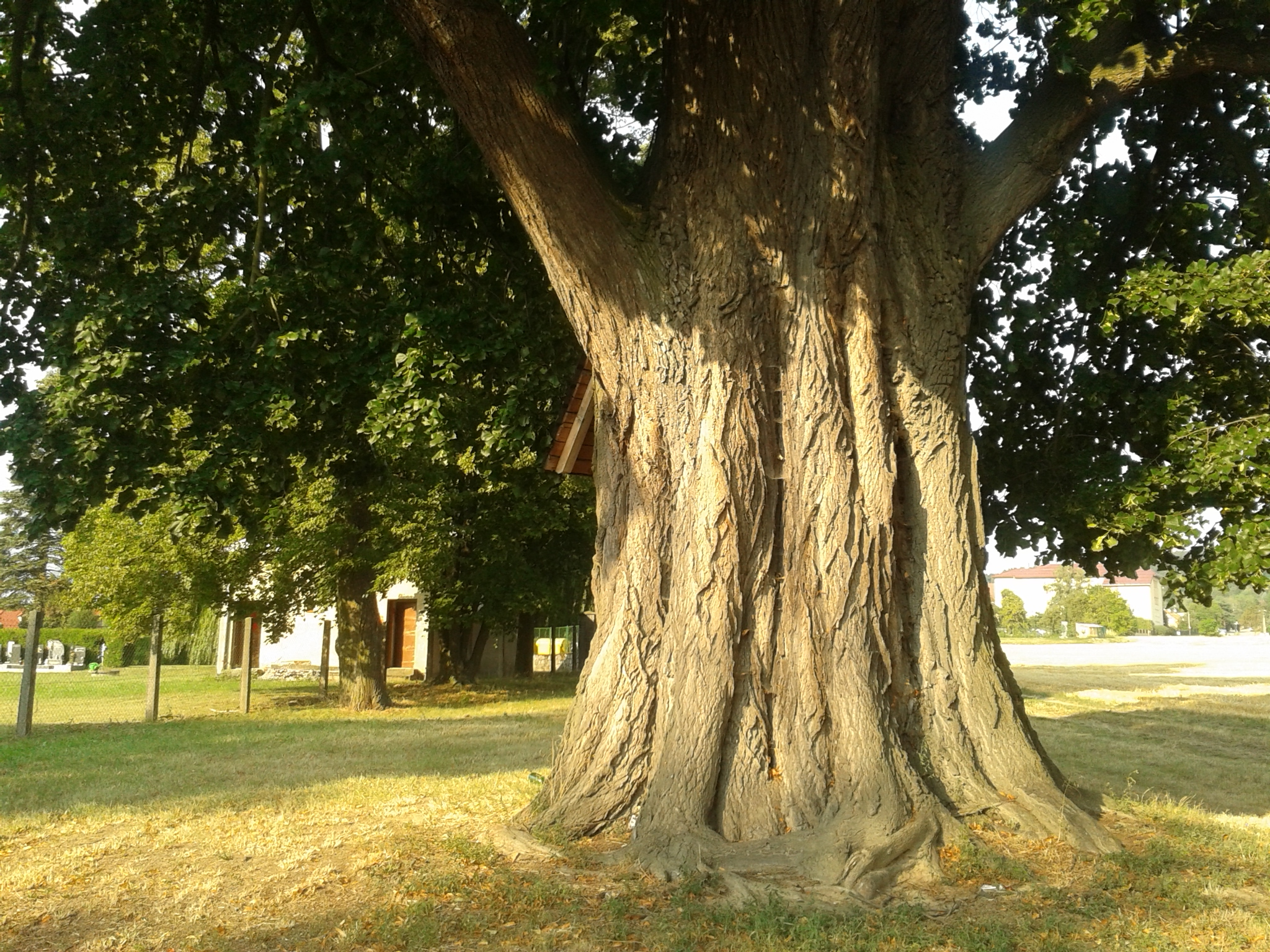
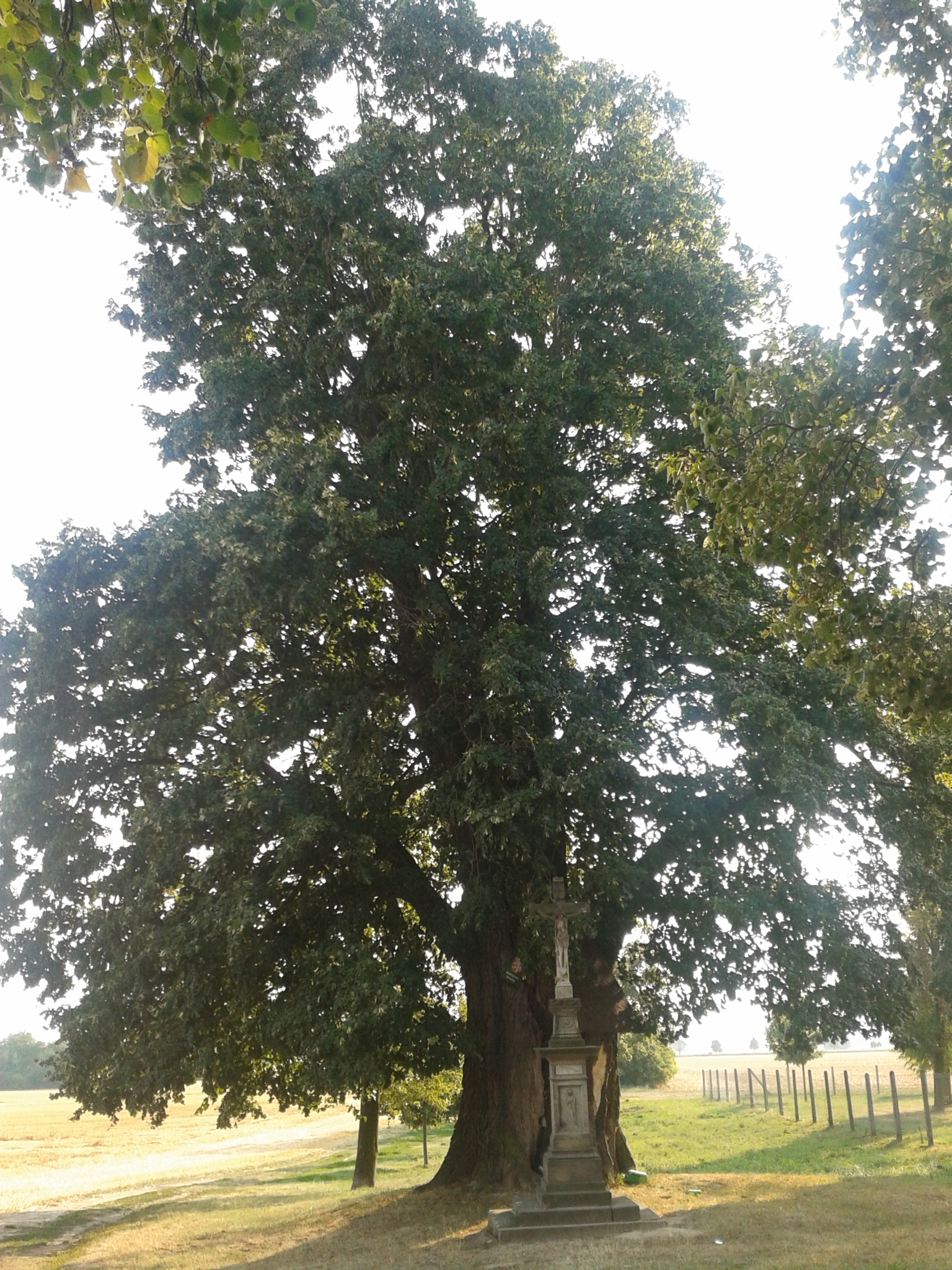
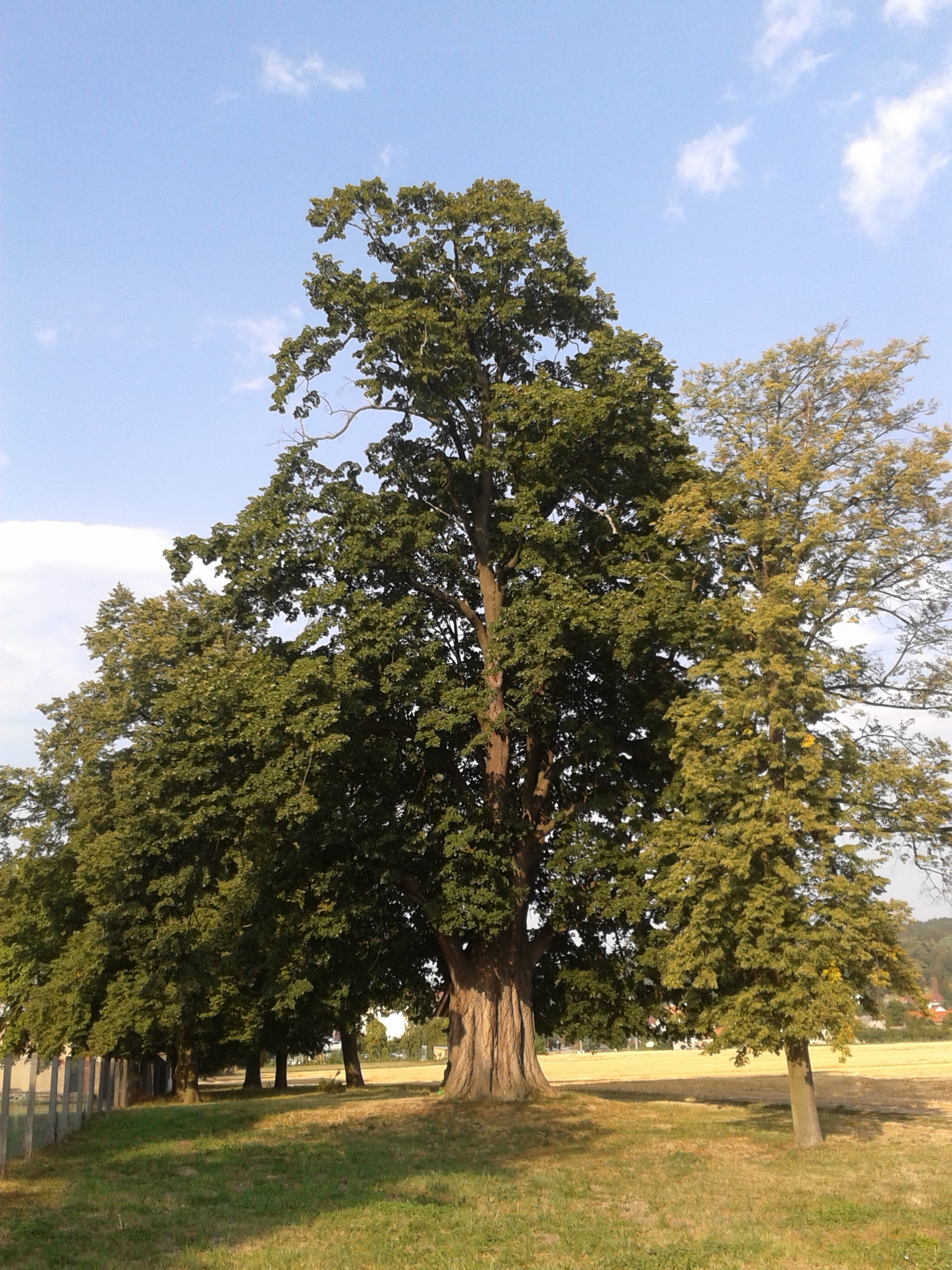

## Požár
9. července 2008 začala doutnat dutina stromu. K požáru přijela jednotka Sboru dobrovolných hasičů Dolany, ovšem s ohledem na statut památkově chráněného stromu dorazily také jednotky hasičského záchranného sboru z Olomouce a Šternberka, jejichž příslušníci nejprve odstranili ochrannou stříšku nad kmenem a poté ještě, aby se dostali k ohnisku, vyřezali do kmene malý otvor, a požár uhasili. Podle vyjádření tiskové mluvčí HZS Olomouckého kraje byl požár pravděpodobně založen úmyslně nebo vznikl nedbalostí. Lípa nebyla významněji poškozena.